# NHKみんなのうた 50 アニバーサリー・ベスト 〜グラスホッパー物語〜
『NHKみんなのうた 50 アニバーサリー・ベスト 〜グラスホッパー物語〜』（エヌエイチケーみんなのうた ごじゅう アニバーサリー・ベスト グラスホッパーものがたり）は、2011年4月27日に発売された、NHKの音楽番組『みんなのうた』の放送開始50周年記念ベスト・アルバムのシリーズ。

## 概要
- 本作は、ポニーキャニオンから2枚組で発売された。

## 収録曲

### Disc 1
- 1.ドラキュラのうた
- 2.アスタ・ルエゴ 〜さよなら月の猫〜
- 3.ポンタ物語
- 4.小犬のプルー
- 5.へんな家!
- 6.草原情歌
- 7.恋するニワトリ
- 8.まっくら森の歌
- 9.ポケットの中で
- 10.ヘンなABC
- 11.しっぽのきもち
- 12.おはようクレヨン
- 13.料理記念日
- 14.想い出に溶けながら
- 15.空のオカリナ
- 16.ふうせん
- 17.うじゅくじゅ?
- 18.夢見る朝 〜ドボルザーク「母が教えてくれた歌」から〜
- 19.ちっちゃなフォトグラファー
- 20.そっくりハウス

### Disc 2
- 1.りんごのうた
- 2.名もなき君へ
- 3.とのさまガエル
- 4.サイボウの不思議
- 5.ファンタ爺さんのうた
- 6.フシギナチカラ
- 7.グラスホッパー物語
- 8.恋つぼみ
- 9.チグエソ地球の空の下で
- 10.OSAMPO
- 11.フンコロガシは、忙しい。
- 12.ありがとう 〜こころのバラ〜
- 13.月
- 14.ハーイ!グラスホッパー
- 15.鳳来寺山のブッポウソウ
- 16.ホッキョクグマ
- 17.△□○コビッチ
- 18.あさな ゆうな
- 19.グラスホッパーからの手紙 〜忘れないで〜
- 20.忍者ネギ蔵